# Jacques de Bourges
Jacques de Bourges est un prélat catholique français né vers 1634 à Paris et mort le 9 août 1714 à Ayutthaya. 

## Biographie
Le 27 novembre 1679, il est nommé évêque titulaire d'Évêché titulaire d'Auzia